# Università di Tsukuba
L'Università di Tsukuba (筑波大学?, Tsukuba daigaku), comunemente abbreviato in Tsukubadai (筑波大?), è un'università nazionale giapponese, situata a Tsukuba, nella prefettura di Ibaraki.

## Storia
Fondata nel 1973, l'università si è staccata dall'Università di educazione di Tokyo (東京教育大学?, Tōkyō kyōiku daigaku) in una zona ora occupata da Tsukuba, la cui creazione fondendo varie città risale solo al 1987.

## Studenti celebri
- Riyoko Ikeda
- Kaoru Mitoma
- Eiji Otsuka